# Santín Carlos Rossi
Santín Carlos Rossi (Flores 11 de octubre de 1884-Montevideo 8 de abril de 1936) fue un político, médico psiquiatra, escritor y profesor uruguayo.

## Biografía
Rossi estudió medicina en la Facultad de Medicina de la Universidad de la República y se graduó el 17 de marzo de 1911. Trabajó como "practicante interno" en el Hospital Vilardebó, para luego ocupar el cargo de médico. En 1917 fue nombrado profesor ("Profesor Agregado") de psiquiatría y medicina forense. En 1925 finalmente se convirtió en profesor ("Profesor Titular") para la cátedra de psiquiatría.
Santín Carlos, que pertenecía al Partido Colorado, fue diputado titular en los períodos legislativos (PL) 28, 29 y 30 por el  Departamento de Montevideo a partir del 15 de febrero de 1923 hasta el 5 de abril de 1929 en la Cámara de Representantes. Fue suplente en el Consejo Nacional de Administración entre los años 1929 y 1930.  También fue Ministro de Educación ("Ministro de Instrucción Pública"), y también fue director del Consejo Nacional de Enseñanza Primaria y Normal (1930-1933).

## Obras

### Trabajos sobre medicina
- El alienado y la sociedad
- El médico de campaña como factor de cultura
- El traumatismo en psiquiatría; consideraciones clínicas y médico-legales
- Orientaciones para la producción científica
- Patología del trabajo
- El diagnóstico en psiquiatría
- El Criterio Fisiológico

### Trabajos sobre otros temas
- Notas de Estética (Dornaleche y Reyes, 1904 . - 107 p.)[5]
- La educación integral
- Contra el servicio militar obligatorio (El Siglo Ilustrado, 1915)[6]
- Rol de los universitarios en la orientación de los pueblos
- Hacia la escuela activa. Premio de la Memoria de la Enseñanza Primaria correspondiente al trienio 1930-32[7]